# 雷爾生
雷爾生（荷蘭語：Cornelis Reyersen，亦有拼寫為，？—1625年），或譯雷理生、萊爾生，荷蘭斯洪霍芬人，荷蘭東印度公司商務員。

## 生平
荷蘭東印度公司的高階商務員（資深商務員）與船長，在1622年任艦隊司令率領艦隊攻打澳門不成，改前往占領澎湖，並聘用澎湖漁夫擔任嚮導親自前往台灣探查適合的港口，在澎湖興建堡壘，前往福建與明官員進行貿易談判，次年也派遣商務官駐紮大員，派兵在大員興建城砦。至1624年初，新任福建官員拒絕其在澎湖停留而出兵圍困澎湖。4月他主動下令拆毀大員城砦。8月由宋克博士接任澎湖司令，隨後宋克與明方簽訂協議拆除堡壘、退出澎湖、前往不受明政府管轄的台灣，明方同意其臣民可前往台灣與荷方進行貿易，宋克成為荷治首任台灣長官:47。
他在擔任艦隊司令期間寫有日記（Journal Commander Cornelis Reyersen），記載1622年4月10日到1623年9月23日的事情，為了解此時期中荷關係的史料。1624年8月由澎湖司令卸任後，次年1625年，率艦隊從巴達維亞出發返回荷蘭途中去世。